# Fruitwijk
De Fruitwijk is een woonwijk in het zuidwesten van het historische stadscentrum van Sint-Truiden. De wijk is gelegen tussen Sint-Pieter, Staaien, Halmaal en de stationswijk.